# Frank R. Stockton

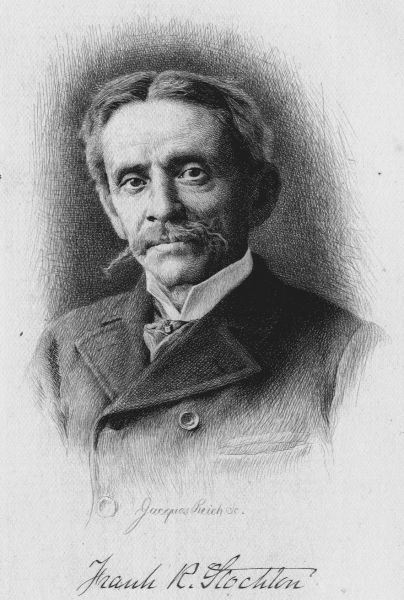
Frank R. Stockton.

Frank Richard Stockton, född den 20 april 1834, död den 5 april 1902, var en amerikansk författare.

## Biografi
Stockton var först journalist och sedermera fri skriftställare, och skrev omtyckta äventyrsberättelser för ungdomar och barn, av vilka några har översatts till svenska, samt korta humoristiska berättelser, som Rudder grange (1879), The lady or the tiger? (samma år) och The casting away of mrs Lecks and mrs Aleskine (1886).